# Die Erziehung
Die Erziehung, „Monatsschrift für den Zusammenhang von Kultur und Erziehung in Wissenschaft und Leben“ war eine Fachzeitschrift der Erziehungswissenschaft. Sie war geprägt von geisteswissenschaftlicher und Reformpädagogik.
Herausgeber waren von 1925 bis 1937 Eduard Spranger, Wilhelm Flitner, Theodor Litt, Herman Nohl und Aloys Fischer. Nach dem Ausscheiden von Flitner, Litt, Nohl und Fischer übernahm Eduard Spranger gemeinsam mit Hans Wenke die Herausgeberschaft. In den ersten Jahrgängen gab es eine bekannte Kontroverse zwischen Eberhard Grisebach und Georg Reichwein zur möglichen Grundlegung der Pädagogik durch die Ethik und die Grenzen der Pädagogik.

## Erscheinungsverlauf
Die Zeitschrift erschien ab 1925 im Verlag Quelle & Meyer in Leipzig. 1943 wurde das Erscheinen eingestellt. Spranger und der Verlag verweigerten 1943 die Zusammenlegung mit den Zeitschriften „Nationalsozialistisches Bildungswesen“ und „Weltanschauung und Schule“. Daraufhin wurde „Die Erziehung“ eingestellt, offiziell aus kriegsnotwendigen Gründen. Nach 1945 wurde sie fortgesetzt durch Die Sammlung, der wiederum die Zeitschrift Neue Sammlung folgte.